# ヤン・ポランツ
ヤン・ポランツ (Jan Polanc　1992年5月6日クラーニ - ) はスロベニアの元自転車競技選手。「ポランツェ」「ポランチ」などとも表記される。2023年3月に健康上の理由から、選手としてのキャリアの引退を発表した。

## 主な戦績
2010
Trofeo Guido Dorigo 2位
Trofeo Buffoni 3位
ジロ・デッラ・ルニジャーナ総合4位
区間1勝（第3ステージ）
2012
1st  スロベニア選手権個人タイムトライアルU-23
1st ピッコロ・ジロ・ディ・ロンバルディア
1st  ツアー・オブ・スロベニア 新人賞
2013
1st  ジロ・デル・レジオーネ・フリウリ＝ヴェネツィア・ジュリア 総合優勝
1st  新人賞
区間1勝（第4ステージ）
ツアー・オブ・スロベニア総合2位
1st  新人賞
2014
ジャパンカップ 9位
2015
ジロ・デ・イタリア
区間一勝（第5ステージ）
 5–7ステージで山岳賞ジャージ着用
ジャパンカップ 5位
6th ジロ・デッレミリア
2017
ジロ・デ・イタリア
区間1勝（第4ステージ）
 第4-11ステージで山岳賞ジャージ着用
ツアー・オブ・クロアチア 総合5位
 スロベニア選手権個人タイムトライアル　優勝
2022
トロフェオ・ライグエーリア 優勝

### グランツールの総合成績
| グランツール               | 2014 | 2015 | 2016 | 2017 | 2018 | 2019 | 2020 | 2021 |
| -------------------------- | ---- | ---- | ---- | ---- | ---- | ---- | ---- | ---- |
| ジロ・デ・イタリア         | 42   | 53   | —    | 11   | 32   | 15   | —    | —    |
| ツール・ド・フランス       | —    | —    | 54   | —    | —    | —    | 40   | —    |
| ブエルタ・ア・エスパーニャ | —    | —    | —    | 38   | —    | —    | —    | 41   |